# Pasadena (Californien)
 For alternative betydninger, se Pasadena. (Se også artikler, som begynder med Pasadena)
Pasadena er en by i Los Angeles County, Californien, USA. Det estimerede indbyggertal i 2016 er 153.351, hvilket gør den til USA's 166.-største by og 40.-største i Californien. Byen ligger i San Gabriel Valley, nordøst for Los Angeles.
Byen er blandt andet kendt for Rose Bowl-stadion, hvor den årlige Rose Bowl-kamp i amerikansk fodbold spilles 1. eller 2. januar. Kampen spilles som et led i den landskendte Rose Parade samme dag.
Pasadenas borgmester er (pr. maj 2015) Terry Tornek fra Demokraterne.

## Ekstern henvisning
- Pasadenas hjemmeside

- Wikimedia Commons har flere filer relateret til Pasadena (Californien)